# Gilbert (Virginia Occidental)
Gilbert es un pueblo ubicado en el condado de Mingo en el estado estadounidense de Virginia Occidental. En el Censo de 2010 tenía una población de 450 habitantes y una densidad poblacional de 166,9 personas por km².

## Geografía
Gilbert se encuentra ubicado en las coordenadas 37°36′54″N 81°52′14″O / 37.61500, -81.87056. Según la Oficina del Censo de los Estados Unidos, Gilbert tiene una superficie total de 2.7 km², de la cual 2.56 km² corresponden a tierra firme y (5%) 0.13 km² es agua.

## Demografía
Según el censo de 2010, había 450 personas residiendo en Gilbert. La densidad de población era de 166,9 hab./km². De los 450 habitantes, Gilbert estaba compuesto por el 99.11% blancos, el 0% eran afroamericanos, el 0% eran amerindios, el 0.22% eran asiáticos, el 0% eran isleños del Pacífico, el 0% eran de otras razas y el 0.67% pertenecían a dos o más razas. Del total de la población el 0% eran hispanos o latinos de cualquier raza.